# Rodolfo Giorgetti
Rodolfo Giorgetti (Seregno, 19 agosto 1971) è un allenatore di calcio ed ex calciatore italiano, di ruolo centrocampista.

## Carriera
Vanta oltre 100 presenze in Serie A con le maglie di Bari e Lecce. Per lui anche esperienze in Serie B con Ravenna e Salernitana. Dal 2007 gioca nel Miciulli, nel massimo campionato organizzato dalla Lega Calcio UISP.
Dal 2010 allena le giovanili del Ravenna. Nell'estate 2011, dopo l'estromissione dei romagnoli dal calcio professionistico e l'ammissione del club giallorosso alla Serie D, viene chiamato ad allenare la prima squadra. Nel febbraio 2014 diventa vice allenatore di Lamberto Zauli al Real Vicenza. A fine stagione passa al Pordenone, sempre al seguito di Zauli, seguendolo successivamente anche al Santarcangelo e al Teramo.

## Palmarès

### Giocatore

#### Competizioni nazionali
- Serie C1: 1

Ravenna: 1992-1993
- Serie C2: 1

Ravenna: 1991-1992

### Allenatore

#### Competizioni regionali
- Promozione: 1

Ravenna: 2012-2013